# James Oswald
James Oswald (23. července 1703 Dunnet – 2. srpna 1793 Scotstoun) byl skotský filozof a kazatel Skotské církve.

## Filozofie
Svůj zájem v oblasti filozofie soustředil James Oswald na obranu křesťanství, při níž vycházel z principů filozofie zdravého rozumu. Hlavní Oswaldova práce má název Apel na zdravý rozum k obraně náboženství. Základní vadu filozofie vidí Oswald v tom, že chce vše vysvětlit. Zatím však víra v existence boží, duše a vnějšího světa je u nás tak hluboká, že je nevykořenitelná a nezviklatelná, třebaže je nelze dostatečně vysvětlit. Jsou to prvotní instinktivní pravdy, dané nám přírodou, z nichž je nutno bezvýhradně vycházet.

## Dílo
- An Appeal to Common Sense on Behalf of Religion vol. 1 (1766), vol 2 (1772)
- The Divine Efficacy of the Gospel Dispensations (1770)